# Маршалл, Деннис
Деннис Амос Маршалл Максвелл (исп. Dennis Amos Marshall Maxwell; (9 августа 1985 года, Лимон, Коста-Рика — 23 июня 2011 года, Сан-Хосе, Коста-Рика) — коста-риканский футболист, защитник.

## Клубная карьера
Начинал играть в «Пунтаренасе». В 2009 году Маршалл выступал за «Эредиано». Вскоре защитник перебрался в датский «Ольборг», за который он играл в течение двух лет.

## Международная карьера
За сборную Коста-Рики Деннис Маршалл выступал на Золотом Кубке КОНКАКАФ в 2009 и 2011 годах. В 2009 году защитник завоевал вместе с командой на турнире бронзовые медали. Всего за национальную команду он провел 18 игр и забил 1 мяч.

## Гибель
23 июня 2011 года на горной дороге около столицы страны Сан-Хосе Маршалл вместе со своей подругой погиб в результате лобового столкновения с грузовиком. За 6 дней до трагедии он отметился голом в ворота сборной Гондураса на Золотом Кубке КОНКАКАФ в США.
После аварии соболезнования родным и близким Маршалла на национальном телевидении выразила Президент Коста-Рики Лаура Чинчилья. Похороны футболиста состоялись на его родной арене «Эстадио Эладио Росабаль Кордеро».